# Paul Albert
Carl Paul Albert (16 de febrero de 1876-16 de mayo de 1903) fue un deportista alemán que compitió en ciclismo en la modalidad de pista. Ganó una medalla de oro en el Campeonato Mundial de Ciclismo en Pista de 1898, en la prueba de velocidad individual.

## Medallero internacional
| Campeonato Mundial | Campeonato Mundial            | Campeonato Mundial | Campeonato Mundial       |
| Año                | Lugar                         | Medalla            | Competición              |
| ------------------ | ----------------------------- | ------------------ | ------------------------ |
| 1898               | Viena (Imperio austrohúngaro) | Medalla de oro     | Velocidad individual (A) |